# Bridget Pickering
Bridget Pickering (* 1966 in Südwestafrika) ist eine namibische Filmemacherin und -produzentin von Dokumentar- und Spielfilmen. Sie gehört zur Pioniergeneration namibischer Filmemacher in den 1990er Jahren. 2004 war sie als Ko-Produzentin an dem Film Hotel Ruanda beteiligt.

## Leben
Bridget Pickerings Vater ist der namibische Anwalt und spätere Gewerkschafter Arthur Pickering. Ihre Mutter stammt aus Südafrika. 1980, während der Apartheid, ging die Familie ins Exil nach London in England, wo Pickering mehrere Jahre lebte. Nach eigener Aussage haben sie das britische Fernsehen und die BBC stark beeinflusst. Schließlich studierte sie Politikwissenschaft und Film an der Syracuse University im Staat New York, USA. Im Anschluss arbeitete sie zwei bis drei Jahre für Universal Pictures in New York, um in den USA bleiben zu können. Unter anderem wirkte sie als Besetzungsassistentin beim Film Der letzte Mohikaner mit. Diese Zeit bekräftigte ihren Wunsch, Dokumentarfilme zu machen.
1992, kurz nachdem Namibia unabhängig wurde, kehrte sie in das südliche Afrika zurück, um dort – zunächst vor allem in Namibia – Filme zu machen. Sie gründete gemeinsam mit Richard Pakleppa eine eigene Filmfirma mit dem Namen On Land Productions. Zu dieser Zeit gab es eine große Nachfrage von Nicht-Regierungsorganisationen nach Filmen, die politische und soziale Themen wie Geburtshilfe und Gesundheitsfragen behandelten. Gemeinsam mit Richard Pakleppa produzierte Pickering mehrere Dokumentarfilme zur Situation in Namibia, unter anderem Tears of blood (1993), der die Arbeit des Legal Assistance Centre vorstellt, und Emma’s Story (1996) über die HIV-Infizierte Aktivistin Emma Tuahepa Kamapoha. 1992 rief sie das Pan African Film Festival of Namibia ins Leben.
1999 war Pickering eine von sechs Frauen, die ausgewählt wurden, um einen Kurzfilm für die von der US-amerikanischen Schauspielerin und Sängerin Queen Latifah finanzierten Serie Mama Africa zu drehen. Ihr Beitrag, Uno’s World, handelt von einer jungen Frau, die mit einer ungeplanten Schwangerschaft zu kämpfen hat.
Der 2004 veröffentlichte Film Hotel Ruanda wurde in Teilen in Johannesburg, Südafrika, gedreht. Pickering war bei den Dreharbeiten zunächst als Trainee des Vorort-Produzenten beteiligt. Als dieser nicht mehr zur Verfügung stand, übernahm sie seine Aufgaben.
2013 erstellte Pickering gemeinsam mit der Simbabwesin Ingrid Sinclair und der Kenianerin Wanjiru Kinyanjui die Dokumentation Africa is a Woman’s Name über drei Afrikanerinnen, die ökonomischen, sozialen und kulturellen Herausforderungen gegenüberstehen. Pickering trug zu dem Film eine Vignette über die Schuldirektorin Phuti Ragophala im Dorf Limpopo bei, das in einem der ärmsten ländlichen Regionen im Süden Afrikas liegt. Ragophala hat eine Reihe von kleinen Unternehmen ins Leben gerufen, deren Erträge ihren Schülerinnen und Schülern und der Gemeinde zugutekommen.
Pickerings Filme wurden sowohl beim Zanzibar International Film Festival als auch beim International Film Festival Rotterdam gezeigt.
Bridget Pickering gehört dem namibischen Auswahlkomitee (Namibia International Feature Film Awards Selection Committee) für die Oscars an, das 2021 gebildet wurde.

## Filmografie (Auswahl)

### Regie
- Emma’s Story. Dokumentarfilm (1996)[9]
- Uno’s World (2001)[16][5]

### Produktion
- Tears of blood. Images of Namibia’s human rights struggles. Dokumentarfilm (1993) (Produzentin)[8]
- Flame (1996) (Ko-Produzentin)[5]
- Sophia’s Homecoming (1997), Teil der Reihe Africa Dreaming (Produzentin)
- Kauna’s Way (2000) (Produzentin)[5]
- Hotel Ruanda (2004) (Ko-Produzentin)
- Morris Fynn Goes Native (2005) (Produzentin)[17]
- Vuwani (2005) (Produzentin)[17]
- Ugugu No Adile (2008) (Produzentin)[5]
- Liyana. Dokumentarfilm (2017) (Ko-Produzentin)[18]